# C8H (tunnelbanevagn)
C8H är benämningen på de vagnar i Stockholms tunnelbana som under 1990-talet blev hyttombyggda och omlittererade från C8 till C8H.
I början av 1990-talet inleddes hyttombyggnaderna av C8-vagnarna. Vagnarna fick då littera C8H men märktes ej med H i litteran, men med en gul markering på förarhyttens nedre del.

## Hyttombyggnad
Förarhytten till tunnelvagnar av typ C6, C7, C8, C9, C10, C11, C12, C13, C14, C14z, C15 och C16 (C6-C16) utvecklades i slutet av 1960-talet inför leveransen av C6.
Tanken var att konstruera en modern hytt med god sikt och bättre värmeisolering än tidigare vagnar haft, automatisk onbromsning vid restriktiv hyttsignal, snabbstart samt anpassning för enmansdrift.
Efter en del år började ett flertal förare få besvär med rygg och axlar vid körning av dessa vagnar och problemen lokaliserades till körspakarna som måste hållas "med tryck" i fartläge.
Efter prov med flera varianter av körspakar beslöts att installera ett enspaksbord med en "päronknopp" som är fjäderbelastad i vertikalled men ej horisontalled mellan noll och fartläge.
Samtidigt infördes en fotpedal som ett alternativt säkerhetsgrepp. Vidare infördes nya uppladdnings- och nödbromsenheter i stället för de föråldrade förarbromsventilerna, fasta nya förarstolar samt nya strömställarpaneler.
Vagnarna märks ej med H i litterat men har en gul markering i förarhyttens nedre del. Denna typ av ombyggnad genomfördes under 1990-talet på C6 och C8. förenklad variant genomfördes på Saltsjöbanans C10 och C11 samt på C12, C13 och C14.

## C8 året 1994
Ombyggda till C8H i Samband med revision är: C8 2819, C8 2821, C8 2837, C8 2839, C8 2844, C8 2846, C8 2850, C8 2852, C8 2854, C8 2856, C8 2858, C8 2860 och C8 2862. 
Med dessa 13 ombyggda vagnar uppgår antalet C8H nu[när?] till 24 st. Ytterligare ombyggnader planeras ej.

## C8H året 1995
1/1 1995 fanns 44 st C8:or i trafik varav 24 st C8H, C8 2819–2862, C8 2819, C8 2820, C8 2821, C8 2822, C8 2823, C8 2824, C8 2825, C8 2826, C8 2827, C8 2828, C8 2829, C8 2830, C8 2831, C8 2832, C8 2833, C8 2834, C8 2835, C8 2836, C8 2837, C8 2838, C8 2839, C8 2840, C8 2841, C8 2842, C8 2843, C8 2844, C8 2845, C8 2846, C8 2847, C8 2848, C8 2849, C8 2850, C8 2851, C8 2852, C8 2853, C8 2854, C8 2855, C8 2856, C8 2857, C8 2858, C8 2859, C8 2860, C8 2861 och C8 2862.

## C8H året 1996
1/1 1996 fanns 44 st C8:or i trafik varav 24 st C8H, C8 2819–2862, C8 2819, C8 2820, C8 2821, C8 2822, C8 2823, C8 2824, C8 2825, C8 2826, C8 2827, C8 2828, C8 2829, C8 2830, C8 2831, C8 2832, C8 2833, C8 2834, C8 2835, C8 2836, C8 2837, C8 2838, C8 2839, C8 2840, C8 2841, C8 2842, C8 2843, C8 2844, C8 2845, C8 2846, C8 2847, C8 2848, C8 2849, C8 2850, C8 2851, C8 2852, C8 2853, C8 2854, C8 2855, C8 2856, C8 2857, C8 2858, C8 2859, C8 2860, C8 2861 och C8 2862.

## C8H året 1997
1/1 1997 fanns 44 st C8H i trafik, C8H 2819–2862, C8H 2819, C8H 2820, C8H 2821, C8H 2822, C8H 2823, C8H 2824, C8H 2825, C8H 2826, C8H 2827, C8H 2828, C8H 2829, C8H 2830, C8H 2831, C8H 2832, C8H 2833, C8H 2834, C8H 2835, C8H 2836, C8H 2837, C8H 2838, C8H 2839, C8H 2840, C8H 2841, C8H 2842, C8H 2843, C8H 2844, C8H 2845, C8H 2846, C8H 2847, C8H 2848, C8H 2849, C8H 2850, C8H 2851, C8H 2852, C8H 2853, C8H 2854, C8H 2855, C8H 2856, C8H 2857, C8H 2858, C8H 2859, C8H 2860, C8H 2861 och C8H 2862.
1/1 1997 var alltså alla C8 ombyggda till C8H.